# Paul Renner (Architekt)
Paul Gustav Renner (* 10. Januar 1884 in Zittau; † 16. November 1968 in Weertzen, Kreis Bremervörde) war ein deutscher Architekt.

## Leben
Paul Renner wird im Berliner Adressbuch von 1908 bis 1943 mit verschiedenen Wohnsitzen in Charlottenburg geführt. Er entwarf eine große Anzahl von Landhäusern und Villen gehobener Ausstattung, ferner auch Geschäftshäuser und Fabrikgebäude.

## Bauten

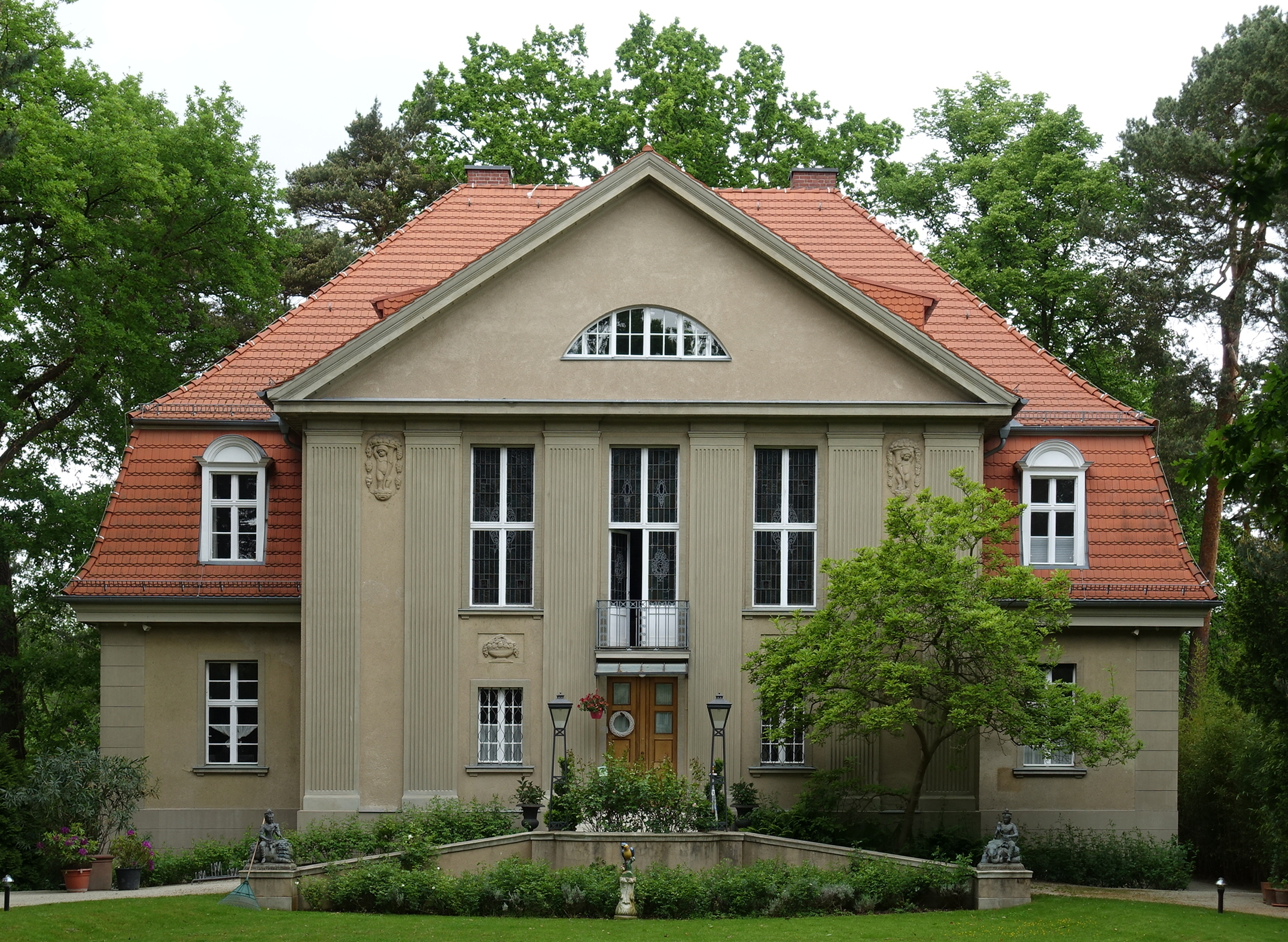
Landhaus Otto Müller in Berlin-Wannsee (1911)
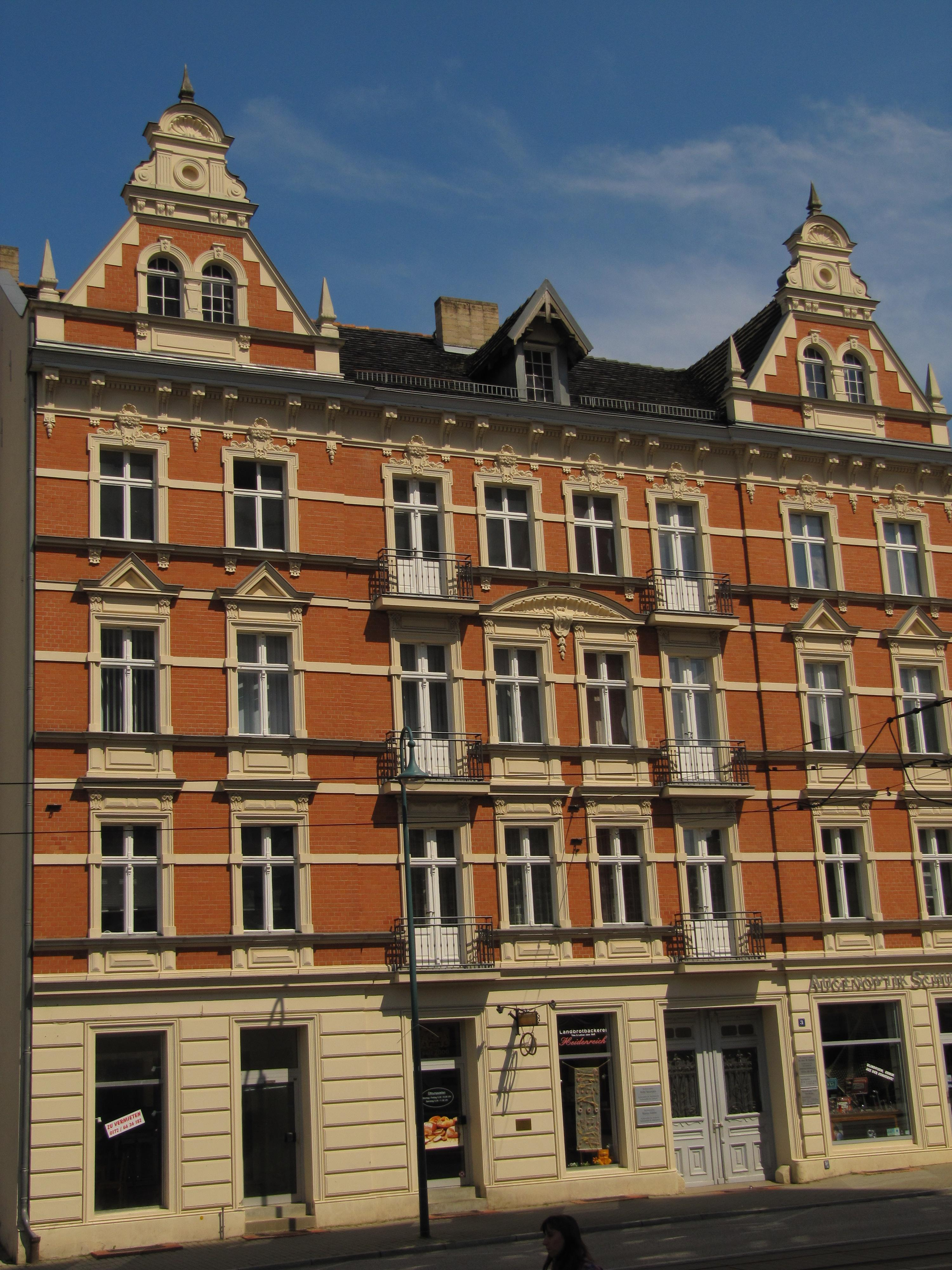
Geschäftshaus Mantz & Gerstenberger in Frankfurt (Oder) (1911)
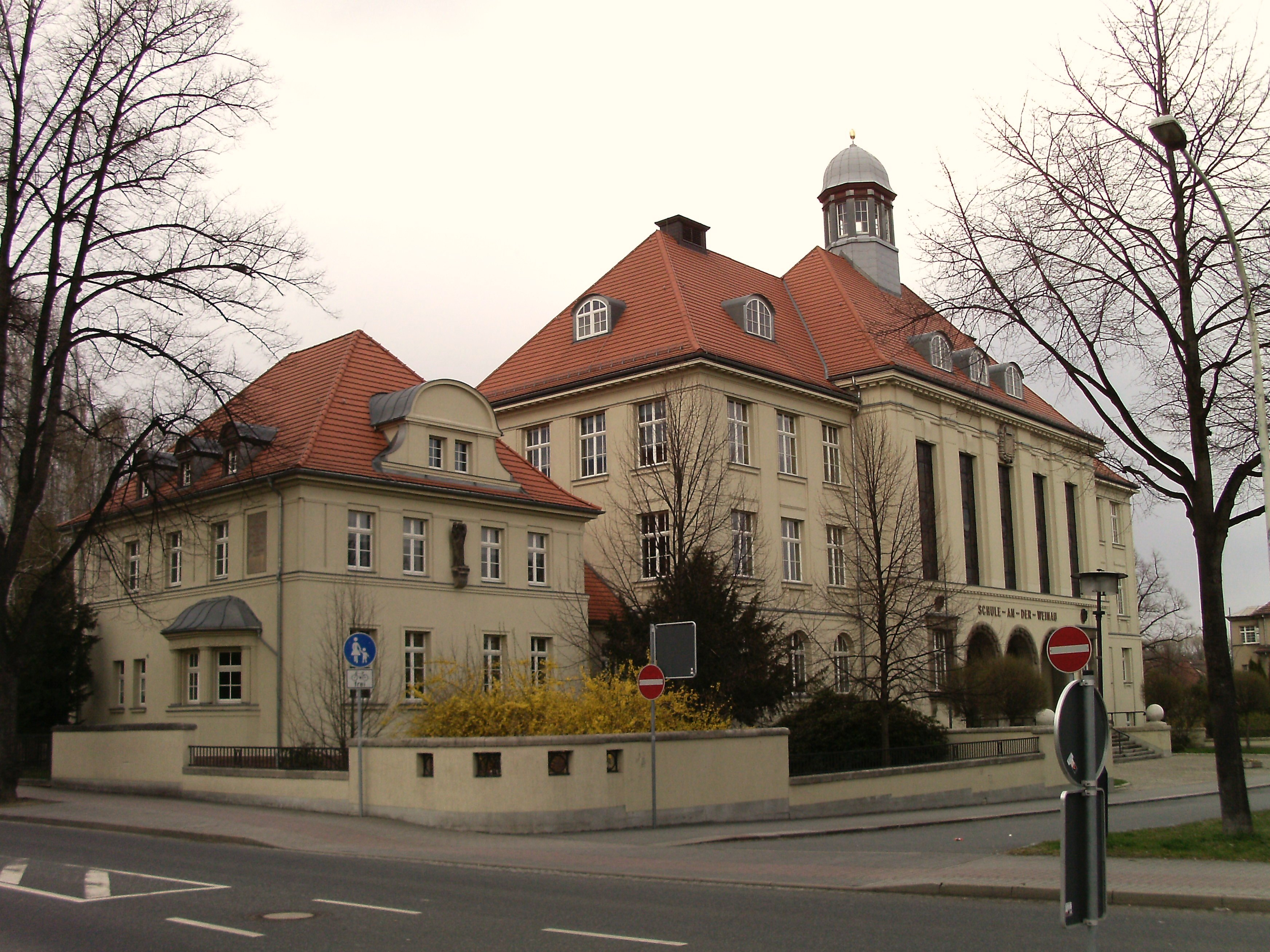
Weinauschule in Zittau (1914–1920)
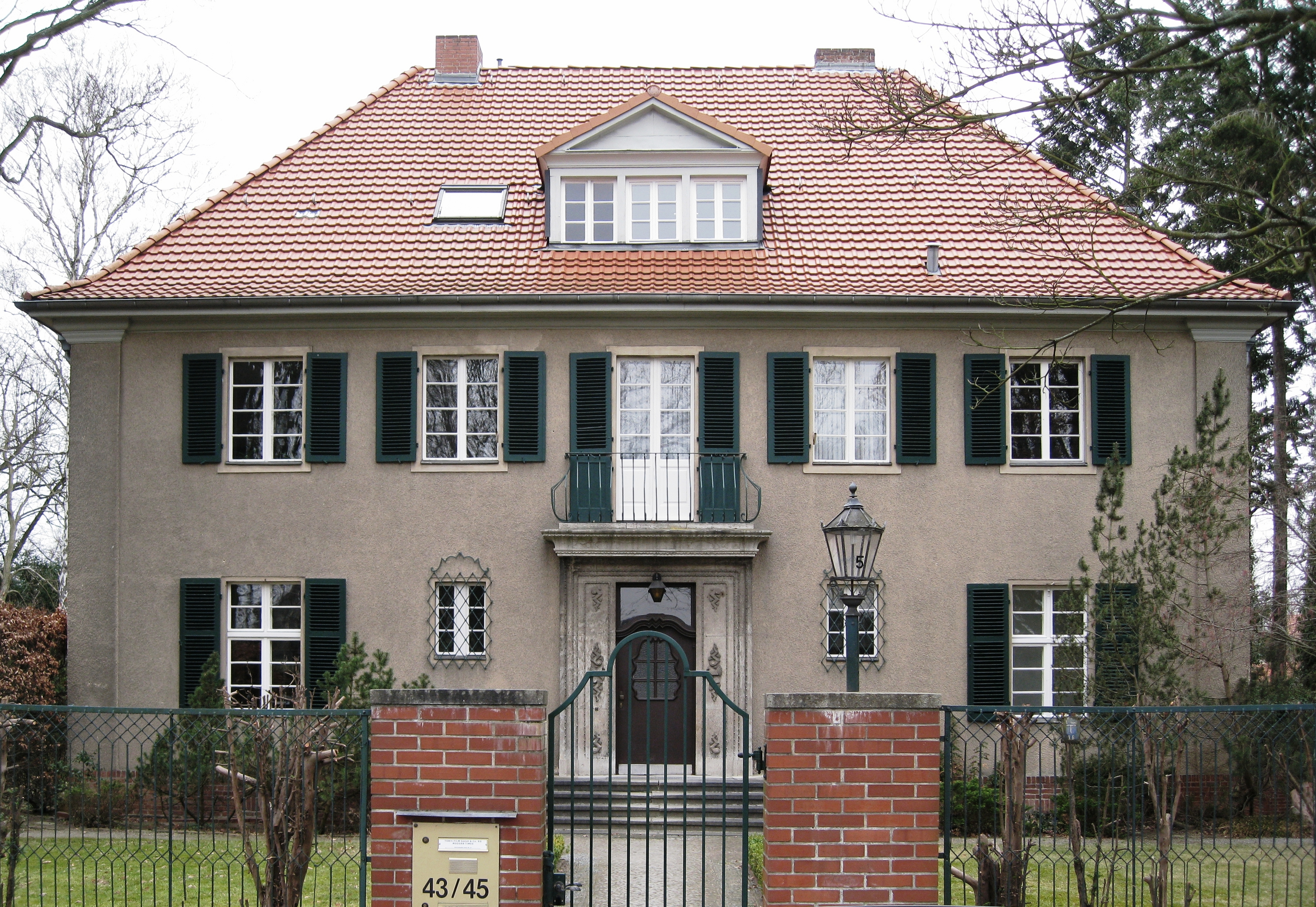
Wohnhaus Stenger in Berlin-Dahlem (1922)
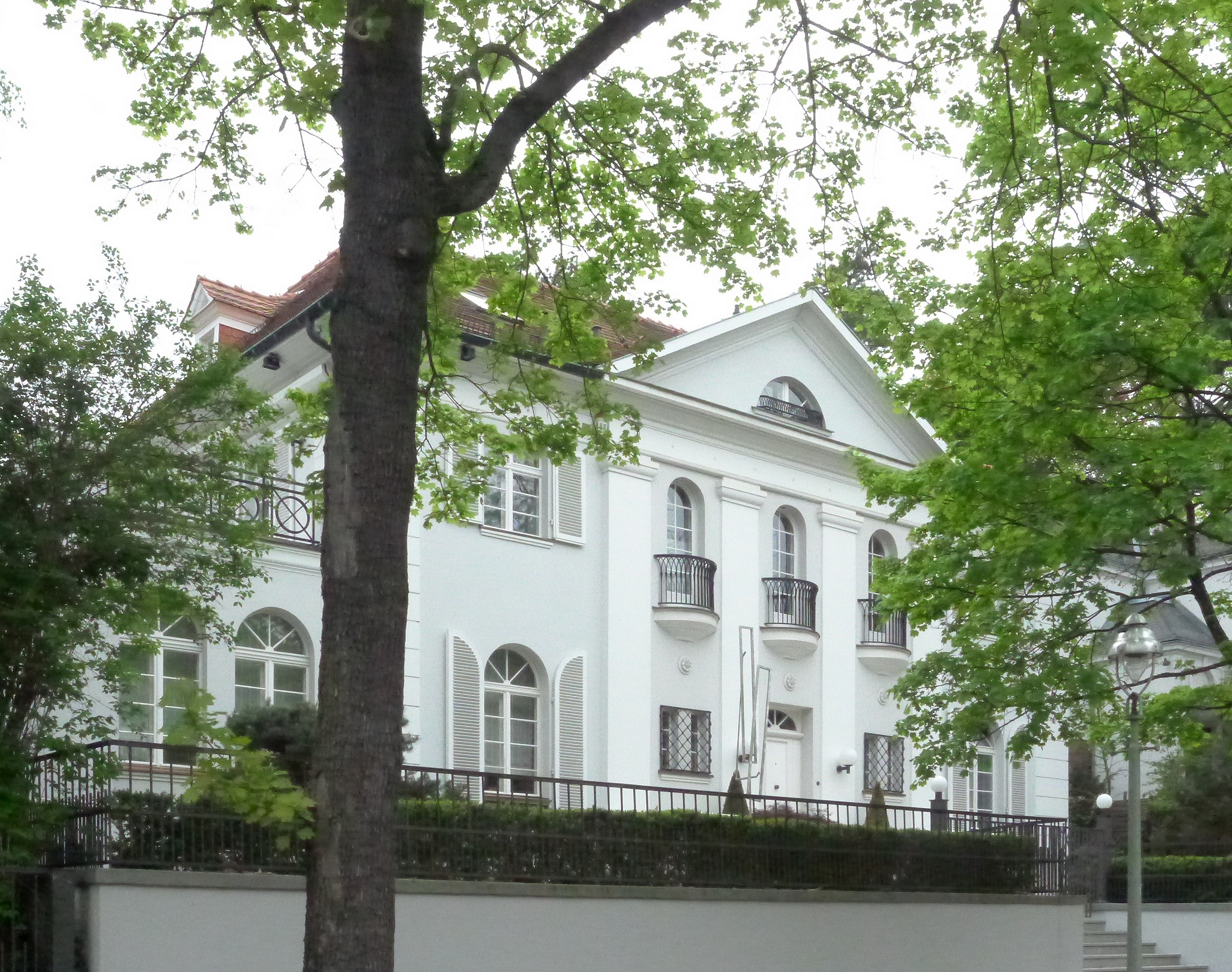
Landhaus Lewin in Berlin-Grunewald (1925/26)
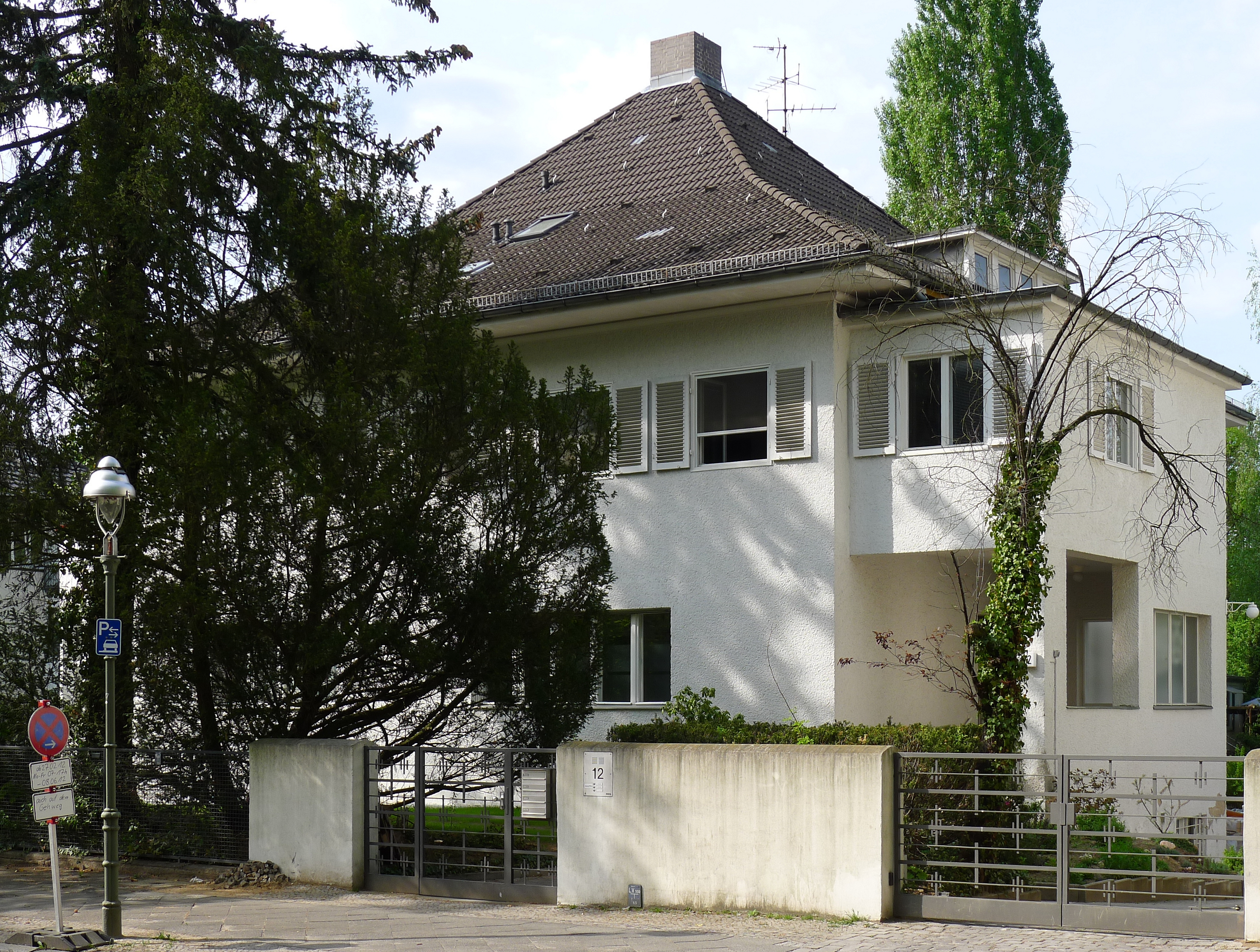
Wohnhaus Hengstmann in Berlin-Grunewald (1928/29)
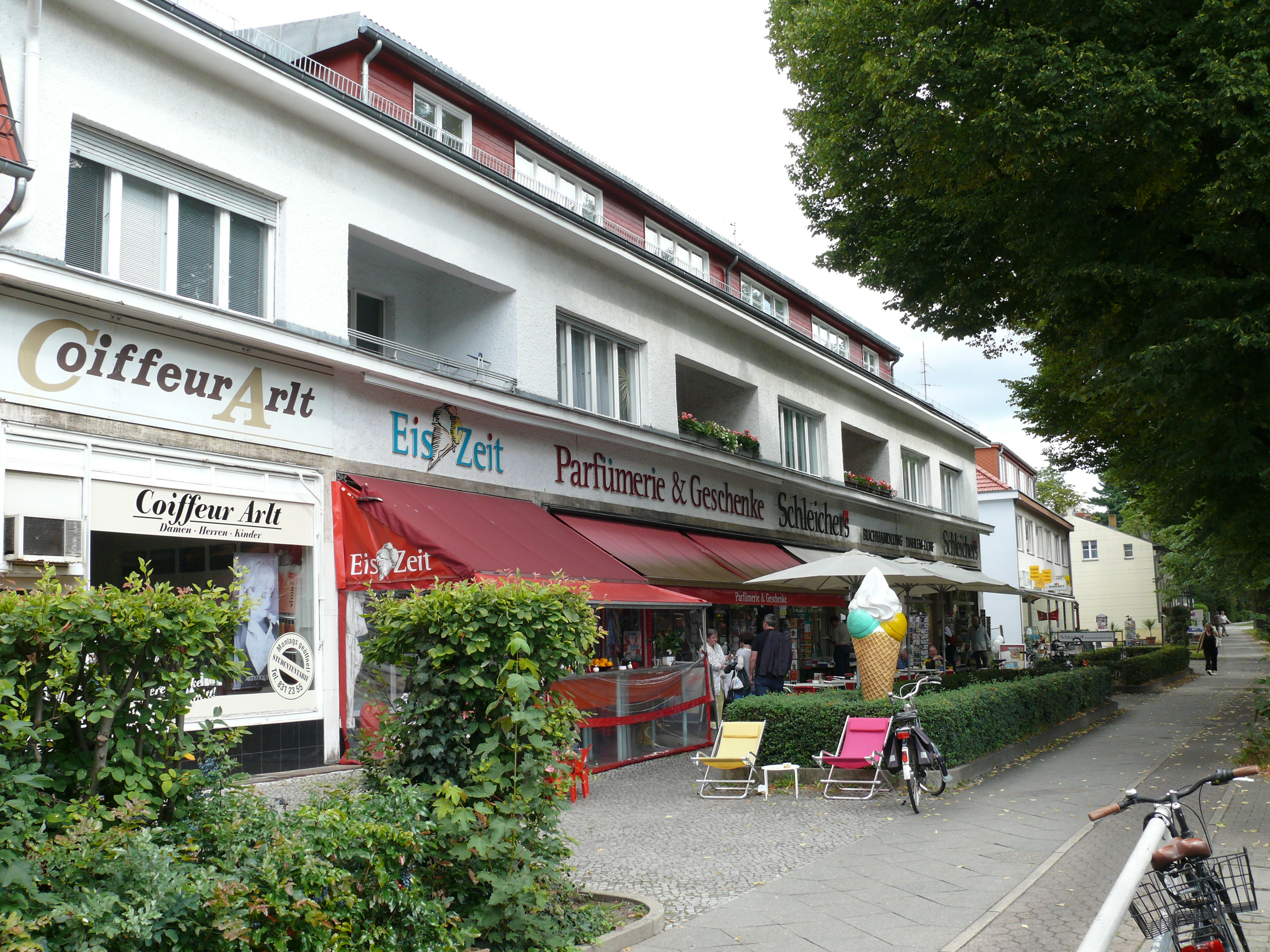
Königin-Luise-Straße 41/41a in Berlin-Dahlem (1929)

- vor 1915: Landhaus und Innenausbau für Ingenieur Hannemann in Berlin-Wannsee[2]
- vor 1915: Landhausumbau und Innenausbau für Fabrikbesitzer Görs in Berlin-Zehlendorf[2]
- vor 1915: Wohnhaus für Bankier J. Dahlemann in Berlin-Steglitz[2]
- vor 1915: Landhaus und Innenausbau für Kommerzienrat Lüdecke in Berlin-Grunewald[2]
- vor 1915: Landhausumbau und Innenausbau für AEG-Fabrikdirektor August Elfes in Berlin-Dahlem[2]
- vor 1915: Landhaus und Innenausbau für Martin Gerson in Berlin-Dahlem[2]
- vor 1915: Landhaus und Innenausbau für Julius Gerson in Berlin-Dahlem[2]
- 1910–1911: Geschäftshaus in Berlin-Schöneberg, Potsdamer Straße 141[3][4]
- 1911: Wohnhaus für den Fabrikbesitzer Otto Müller in Berlin-Wannsee, Bismarckstraße 46[5][6]
- 1912: Landhaus für Eduard Neubeck in Berlin-Zehlendorf, Lindenthaler Allee 25 (vor 1975 abgerissen)[7][8]
- 1912: Herrenhaus und Wirtschaftsgebäude mit Innenausbau für den Fabrikbesitzer Th. Paetsch in Frankfurt (Oder)
- 1912: Landhaus für den Verlagsbuchhändler Eduard Urban in Berlin-Westend, Ulmenallee 32[9][8][10]
- vor 1913: Ausstattung des Weinrestaurants Grand Gala in Berlin-Schöneberg, Potsdamer Straße 91[8]
- 1913: Landhaus Königsberger in Berlin-Schlachtensee, Albrechtstraße 16/18[11][8]
- 1914: Umbau der Villa Metz am Heiligen See in Potsdam, Seestraße 35 (mit Wilhelm Schmid)[12][13]
- 1914–1920: Weinauschule in Zittau
- 1915: Jagdhaus Hessenstein in Loschwitz(?) bei Frankfurt (Oder)[14][8]
- 1911: Geschäftshaus der Möbelfabrik Mantz & Gerstenberger in Frankfurt (Oder)[8]
- 1911: Konzert- und Saalhaus Seeterrasse in Güldendorf bei Frankfurt (Oder)[15]
- 1922: Wohnhaus für den Bankier Ernst Stenger in Berlin-Dahlem, Pacelliallee 43–45[16]
- 1925–1926: Landhaus Lewin in Berlin-Grunewald, Herbertstraße 17[17]
- 1927–1928: Verwaltungsgebäude für die Berliner Spiritusgesellschaft mbH (ab 1936 Reichsmonopolverwaltung für Branntwein) in Berlin-Tempelhof, Ringbahnstraße 10–14[18]
- 1928–1929: Einfamilienhaus für den Chemiker C. W. Hengstmann in Berlin-Grunewald, Caspar-Theyß-Straße 12[19]
- 1929: Landhaus für Arno Tiede in Brandenburg an der Havel
- 1929: Wohn- und Geschäftshaus in Berlin-Dahlem, Königin-Luise-Straße 41/41a[20]
- vor 1930: Wohnhaus für Direktor W. in Berlin-Dahlem
- um 1935: Bauten für die Deutsche Versuchsanstalt für Luftfahrt in Berlin-Adlershof
- 1937: Fabrikgebäude für die Roth-Büchner AG in Berlin-Tempelhof, Oberlandstraße 75–84[21]
- 1940–1941: Um- und Anbauten für die Hutfabrik Friedrich Steinberg, Herrmann & Co. in Luckenwalde
- 1939–1941: Geschäftshaus der Loewe-Opta Werke in Berlin-Lankwitz, Teltowkanalstraße 1